# Mota del Marqués
Mota del Marqués ist ein nordwestspanischer Ort und eine spanische Gemeinde (municipio) mit 330 Einwohnern (Stand: 2024) im Zentrum der Provinz Valladolid in der Autonomen Region Kastilien-León. 

## Lage und Klima
Die ca. 735 m hoch gelegene Gemeinde Mota del Marqués liegt in der Iberischen Meseta knapp 32 km (Fahrtstrecke) westlich von Valladolid. Das Klima im Winter ist kalt, im Sommer dagegen warm bis heiß; der spärliche Regen (ca. 493 mm/Jahr) fällt verteilt übers ganze Jahr.

## Bevölkerungsentwicklung
| Jahr      | 1970 | 1981 | 1991 | 2001 | 2011 | 2021 |
| Einwohner | 1209 | 794  | 772  | 613  | 466  | 346  |

Der Bevölkerungsrückgang den 1950er Jahren ist im Wesentlichen auf die Mechanisierung der Landwirtschaft und die Aufgabe von bäuerlichen Kleinbetrieben zurückzuführen (Landflucht). Der erneute Anstieg der Einwohnerzahlen im 21. Jahrhundert hängt zusammen mit der wirtschaftlichen Entwicklung und der räumlichen Nähe zur Großstadt Valladolid.

## Sehenswürdigkeiten
- Burg Los Ulloa
- Martinskirche
- Ruine der Salvatorkirche
- Christuskapelle
- Kapelle von Castellanos
- Wasserturm

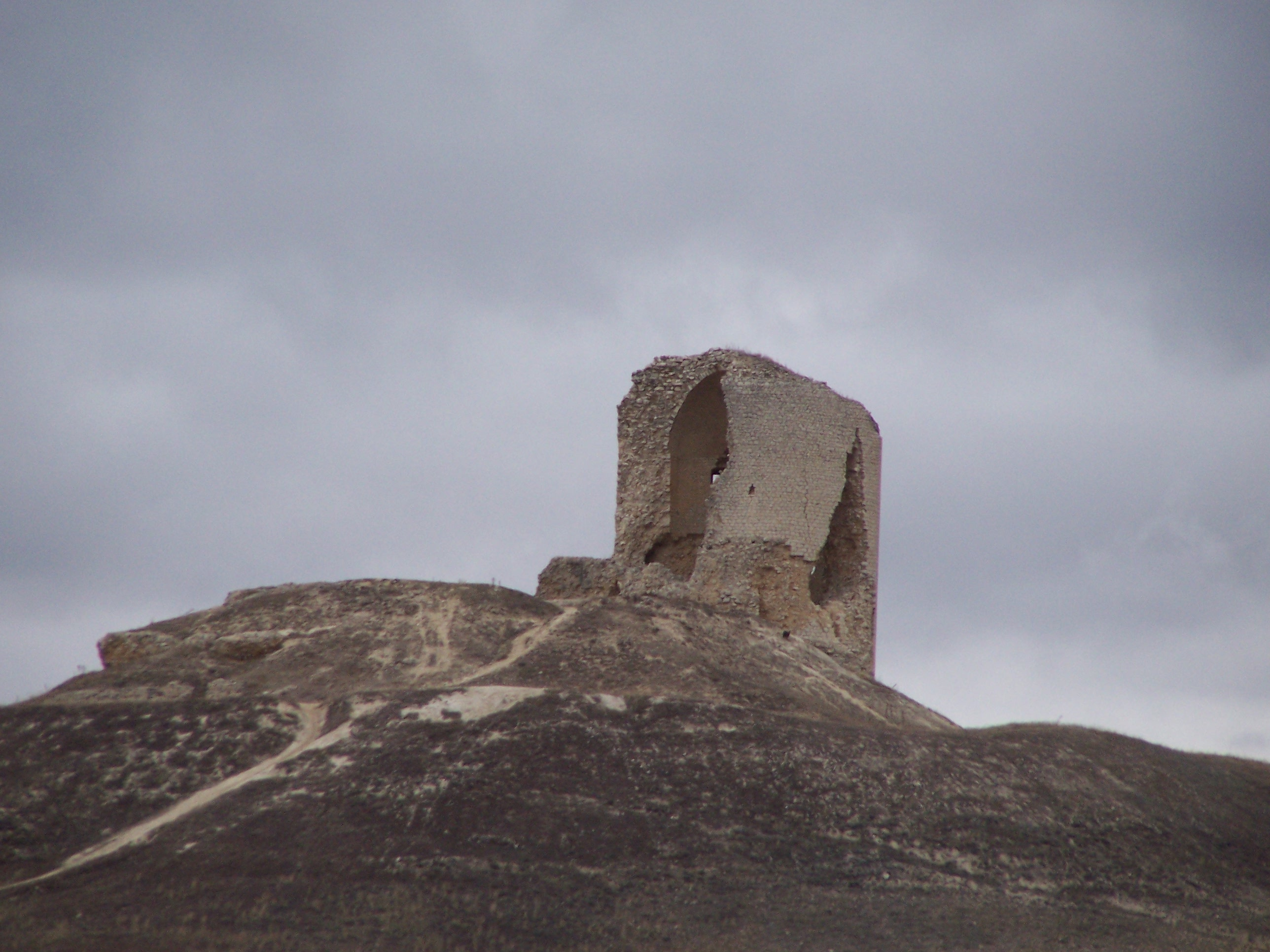
Reste der Burganlage von Mota del Marqués
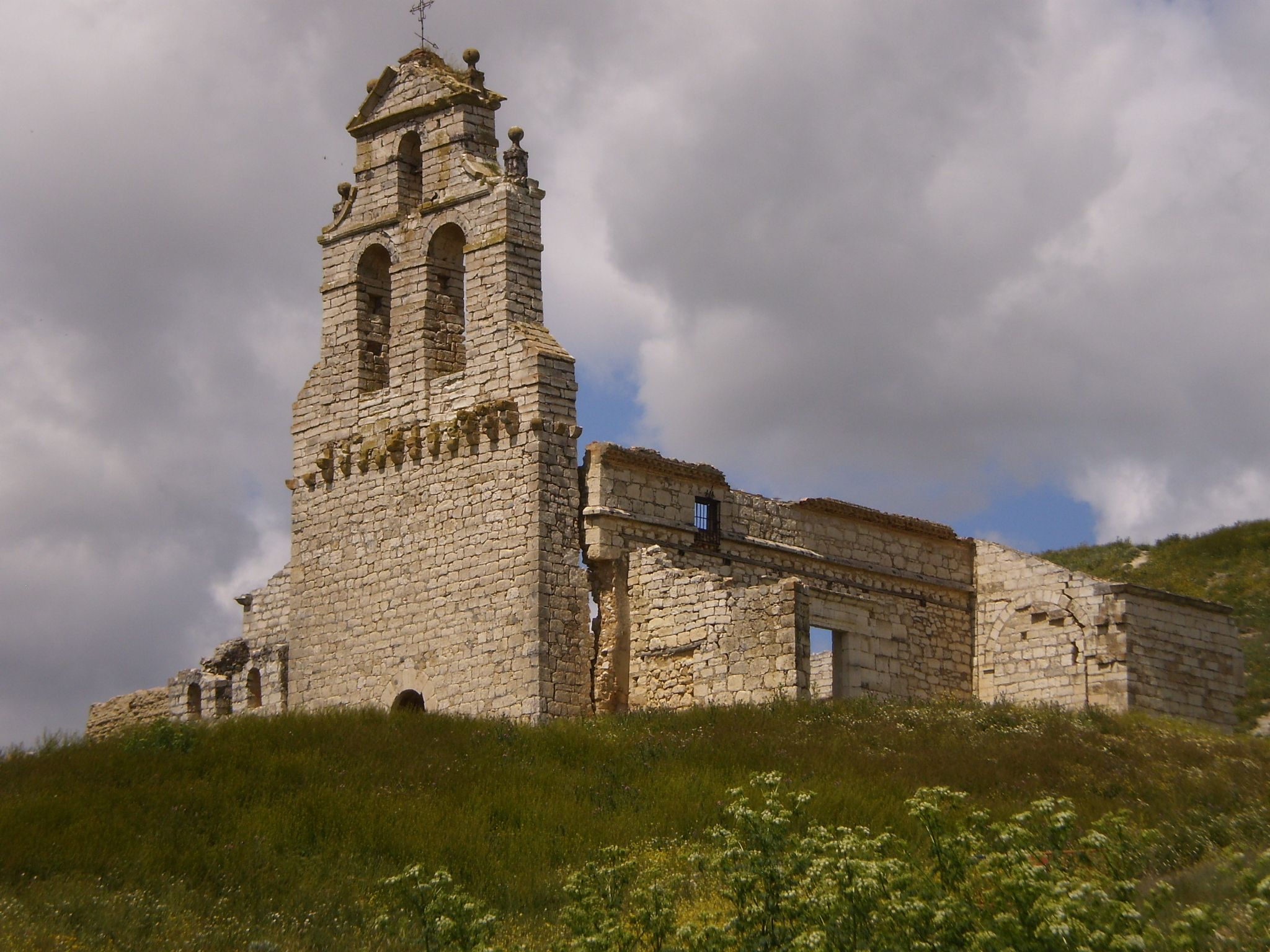
Ruine der Salvatorkirche
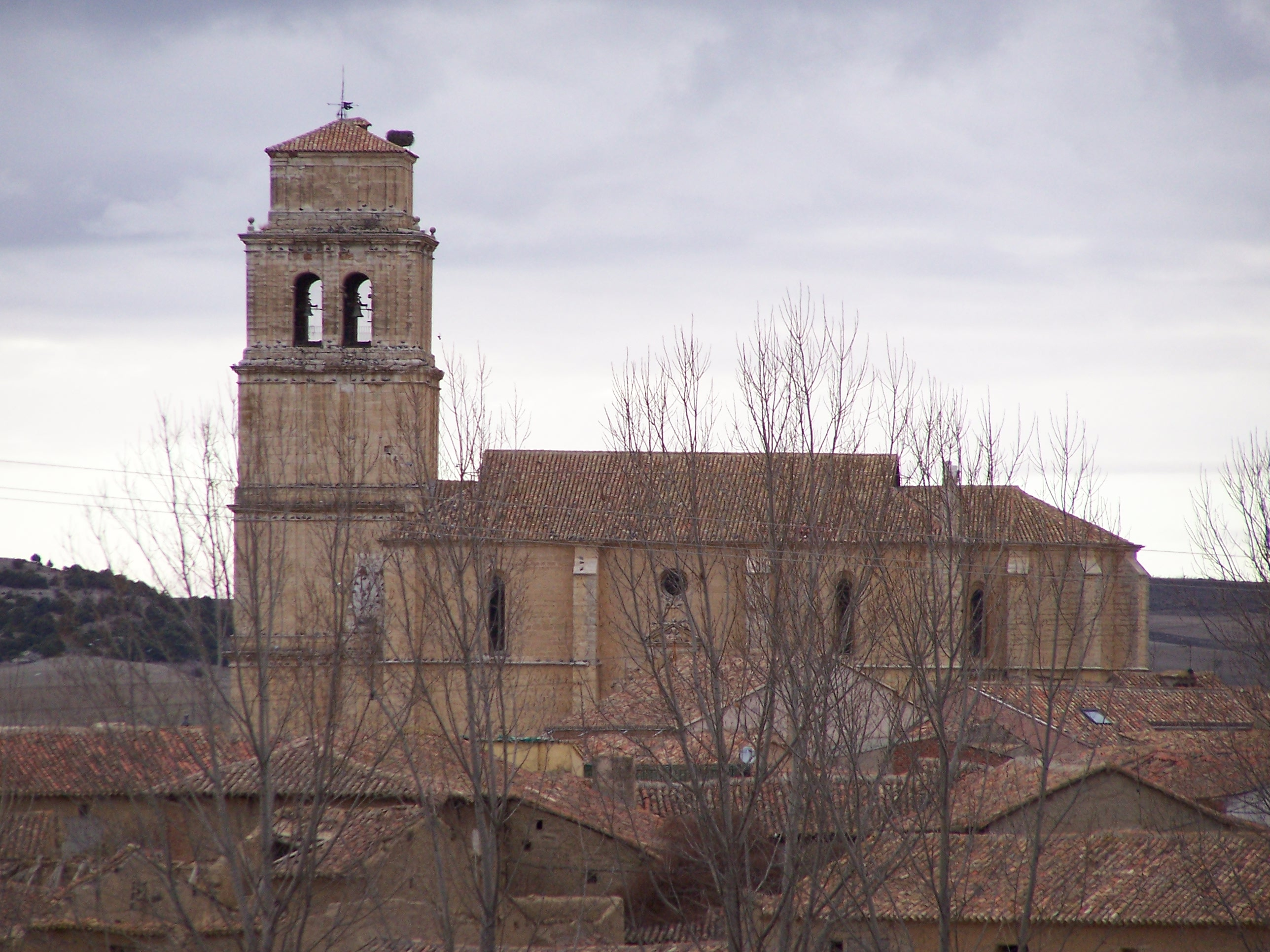
Martinskirche
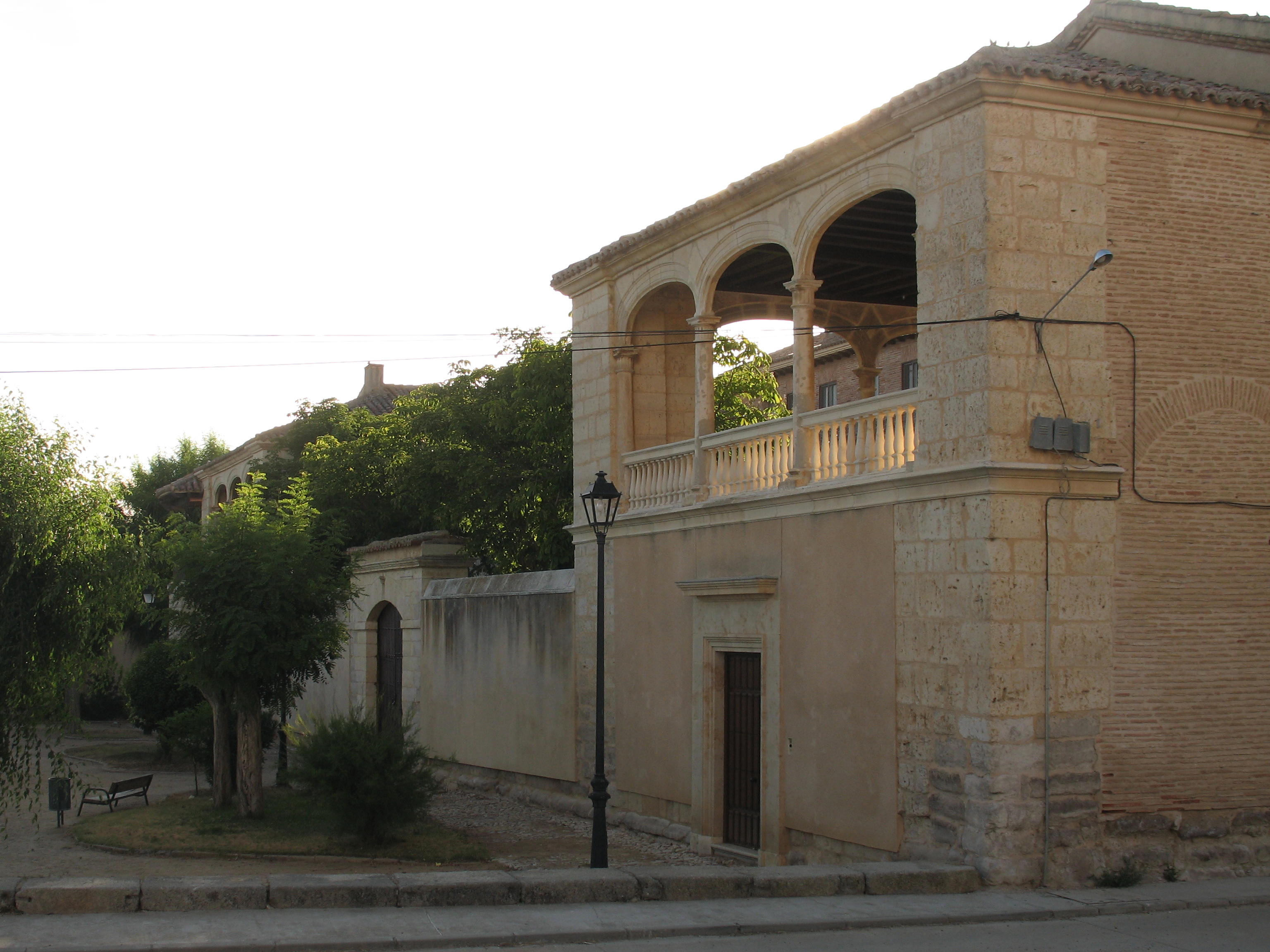
Herrenhaus der Los Ulloa
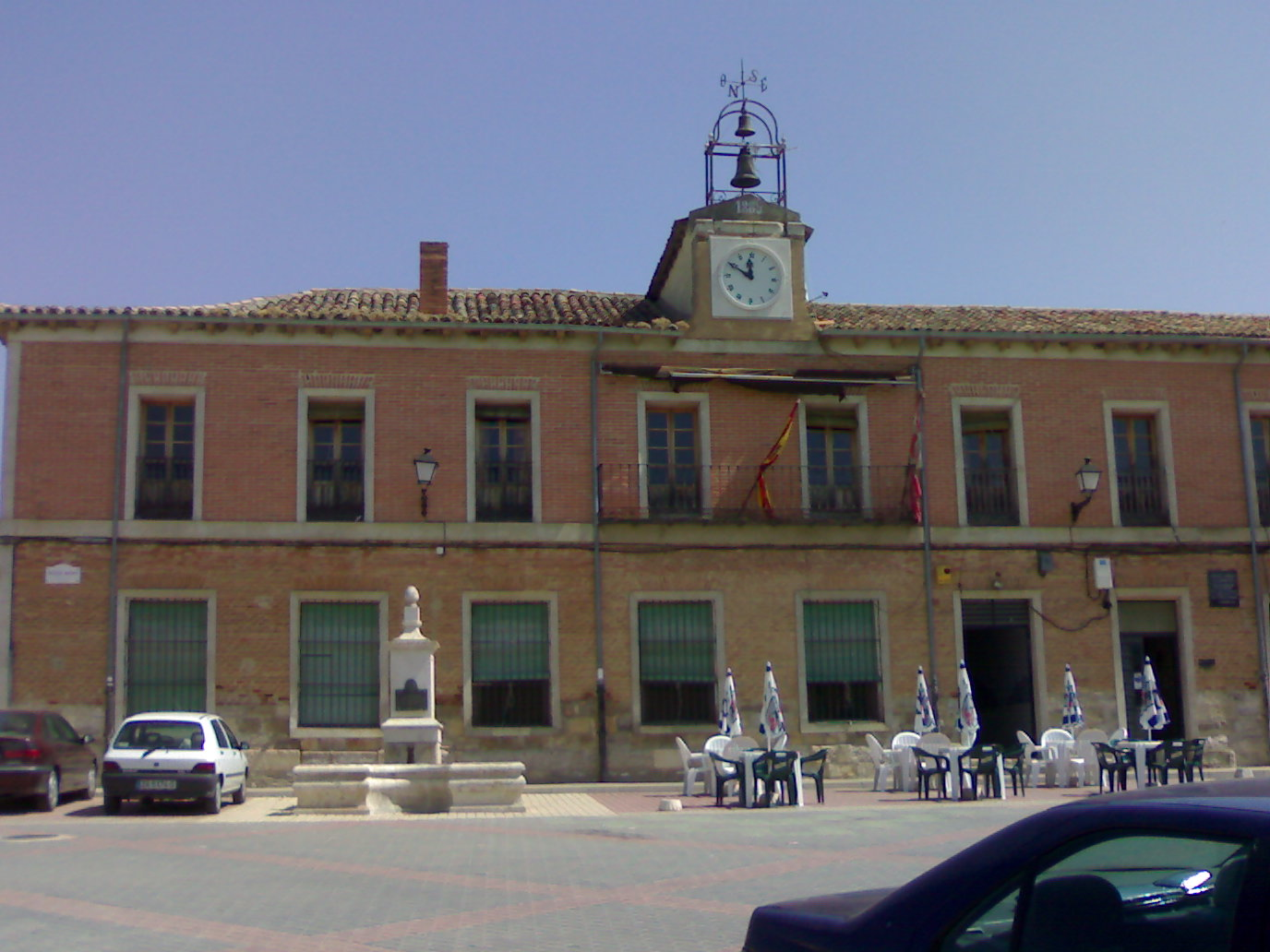
Rathaus

## Persönlichkeiten
- Pedro Calvo Asensio (1821–1863), Dramaturg